# Dziady (Miechowice Wielkie)
Dziady – przysiółek wsi Miechowice Wielkie w Polsce, położony w województwie małopolskim, w powiecie tarnowskim, w gminie Wietrzychowice.
W latach 1975–1998 przysiółek administracyjnie należał do województwa tarnowskiego.